# Kaukasischer Seidelbast
Der Kaukasische Seidelbast (Daphne caucasica) ist eine Pflanzenart aus der Gattung Seidelbast (Daphne) und gehört zur Familie der Seidelbastgewächse. Die Art hybridisiert mit dem Rosmarin-Seidelbast (Daphne cneorum).

## Merkmale
Der Kaukasische Seidelbast ist ein Strauch, der Wuchshöhen bis 200 Zentimeter erreicht. Die Blütenröhre ist dicht behaart. Der Fruchtknoten ist vor allem unter der Narbe behaart. Die Frucht ist rot oder schwarz.
Die Blütezeit reicht von Mai bis Juni.

## Vorkommen
Der Kaukasische Seidelbast kommt in der Türkei und im Kaukasus in Bergwäldern vor.

## Nutzung
Der Kaukasische Seidelbast wird selten als Zierpflanze für Gehölzgruppen genutzt.

## Belege
- Eckehart J. Jäger, Friedrich Ebel, Peter Hanelt, Gerd K. Müller (Hrsg.): Exkursionsflora von Deutschland. Begründet von Werner Rothmaler. Band 5: Krautige Zier- und Nutzpflanzen. Springer, Spektrum Akademischer Verlag, Berlin/Heidelberg 2008, ISBN 978-3-8274-0918-8.